# New Mutants
New Mutants zijn twee voormalige superheldenteams uit de comics van Marvel Comics, en eveneens twee stripseries over deze teams. Beide waren een spin-off van de populaire X-Men strips, en beide gingen over een team van tienermutanten.
Het eerste New Mutants-team was een juniorteam van tiener X-Men. Dit team werd bedacht door Chris Claremont en Bob McLeod. Dit team verscheen voor het eerst inMarvel Graphic Novel #4 (1982) en had een eigen stripserie van 1983 t/m 1991, waarna het team werd omgevormd tot X-Force.
Het tweede New Mutants-team verscheen in een eigen stripserie in 2003. In tegenstelling tot het vorige team waren zij slechts onderdeel van een enorme cast van mutanten op Xaviers school. In 2004 werd de titel van de strip veranderd in New X-Men: Academy X,. Eind 2005 werd dit team omgevormd tot New X-Men toen als gevolg van de gebeurtenissen in House of M veel mutanten hun krachten verloren, en de overgebleven studenten in een team werden gestopt.

## New Mutants Vol. 1
Begin jaren 80 was Uncanny X-Men een van de populairste stripseries in de Verenigde Staten. Dit zette Marvel Comics ertoe aan om een spin-off te maken getiteld de New Mutants. Dit was de eerste van vele X-Men stip-offs.
De New Mutants waren tienerstudenten van Professor X, net als de originele X-Men in de jaren 60. De New Mutants waren echter geen kopie van de originele X-Men, maar meer in overeenstemming met de "All-New, All-Different X-Men" die debuteerden in 1975.
Het team debuteerde in Marvel Graphic Novel #4 (1982), die en direct vervolg was op een verhaallijn uit Uncanny X-Men. De groep werd gevormd door Professor X toen hij in de macht was van het buitenaardse ras Brood.
De serie werd oorspronkelijk geschreven door Claremont en getekend door McLeod, maar McLeod gaf het tekenwerk al snel door aan Sal Buscema en alter Bill Sienkiewicz. Claremont gaf de serie een opmerkelijk duistere ondertoon. Als toevoeging op de uitermate serieuze tienerangsten en groeipijnen bevatte de serie ook mystieke elementen. De New Mutants bevochten veel demonen, de Hellfire Club en het eigen tienerteam van de Hellfire Club, de Hellions.
Hoewel de New Mutants serie nooit zo populair werd als de X-Men serie, kregen ze toch een groot aantal vaste lezers. Net als in veel andere X-boeken veranderde de samenstelling van het team geregeld, met de toevoeging van nieuwe personages en het weghalen van oude.
In 1986 werd Professor X uit de serie geschreven, en werd Magneto het hoofd van de school. In 1987 werd de serie overgenomen door schrijver Louise Simonson en tekenaar Bret Blevins.Simonson doodde het personage Cypher, en verving hem door Bird Brain en Gosamyr.
In 1989 schreef Simonson een verhaal waarin het team afreisde naar Asgard, het thuisland van de Noorse goden.
De verkoop van de serie leek even in te storten, maar toen Rob Liefeld tekenaar en mede-verhaalbedenker werd steeg de verkoop weer. Een nieuwe mentor voor het team werd geïntroduceerd: Cable.
In 1991 werd de New Mutants serie omgezet tot X-Force, een serie die tot 2002 zou doorlopen en veel leden van de New Mutants zou bevatten.
In 1997 verscheen een driedelige reünieserie getiteld New Mutants: Truth or Death, geschreven door Ben Raab en getekend door Bernard Chang.

## New Mutants, Vol. 2/New X-Men: Academy X
In 2003 lanceerde Marvel een tweede New Mutants serie, met schrijvers Nunzio DeFilippis en Christina Weir. De serie ging over een handvol van het dozijn tienermutanten op Xaviers school. Ze werden begeleid door de X-Men Dani Moonstar, Karma, en Northstar.
Na dertien delen werd de title van de strip veranderd in New X-Men: Academy X. Ironisch genoeg kreeg het team in de strip pas na deze naamsverandering officieel de naam “New Mutants”.
De New Mutants waren een van de vele teams op Xaviers school. Hun rivalen waren de Hellions van Emma Frost.
Als gevolg van de gebeurtenissen in House of M verloren duizenden mutanten hun krachten. Van de 182 studenten op Xaviers school behielden slechts 27 hun krachten. Als gevolg hiervan werden alle oude teams opgedoekt en werden de overgebleven studenten die in staat waren om te vechten in één team geplaatst. Dit team kreeg de simpele naam New X-Men. Dit New X-Men team bestaat nog steeds.

## Ultimate Marvel
In de Ultimate X-Men strips zijn de New Mutants studenten van Emma Frosts school Academy of Tomorrow. Dit team is losjes verbonden met de X-Men via Emma's relatie met Professor X.
Het team wordt geleid door een niet-telepathische en meer pacifistische versie van Emma Frost, met Havok als veldleider.

## In andere media
- De animatieserie X-Men: Evolution (2000-2003) bevatte een groep genaamd de New Mutants, die net als hun tegenhangers uit de strips een juniorteam aan Xaviers school waren. Het team bestond uit Wolfsbane, Cannonball, Magma, Boom-Boom en Sunspot. Andere leden, zoals Iceman, Jubilee, Berzerker en Multiple Man waren in de strips geen New Mutants, maar in de serie wel.
- New Mutants is de naam gegeven aan een “ras” van mutanten in de televisieserie Mutant X.